# 理想酒店

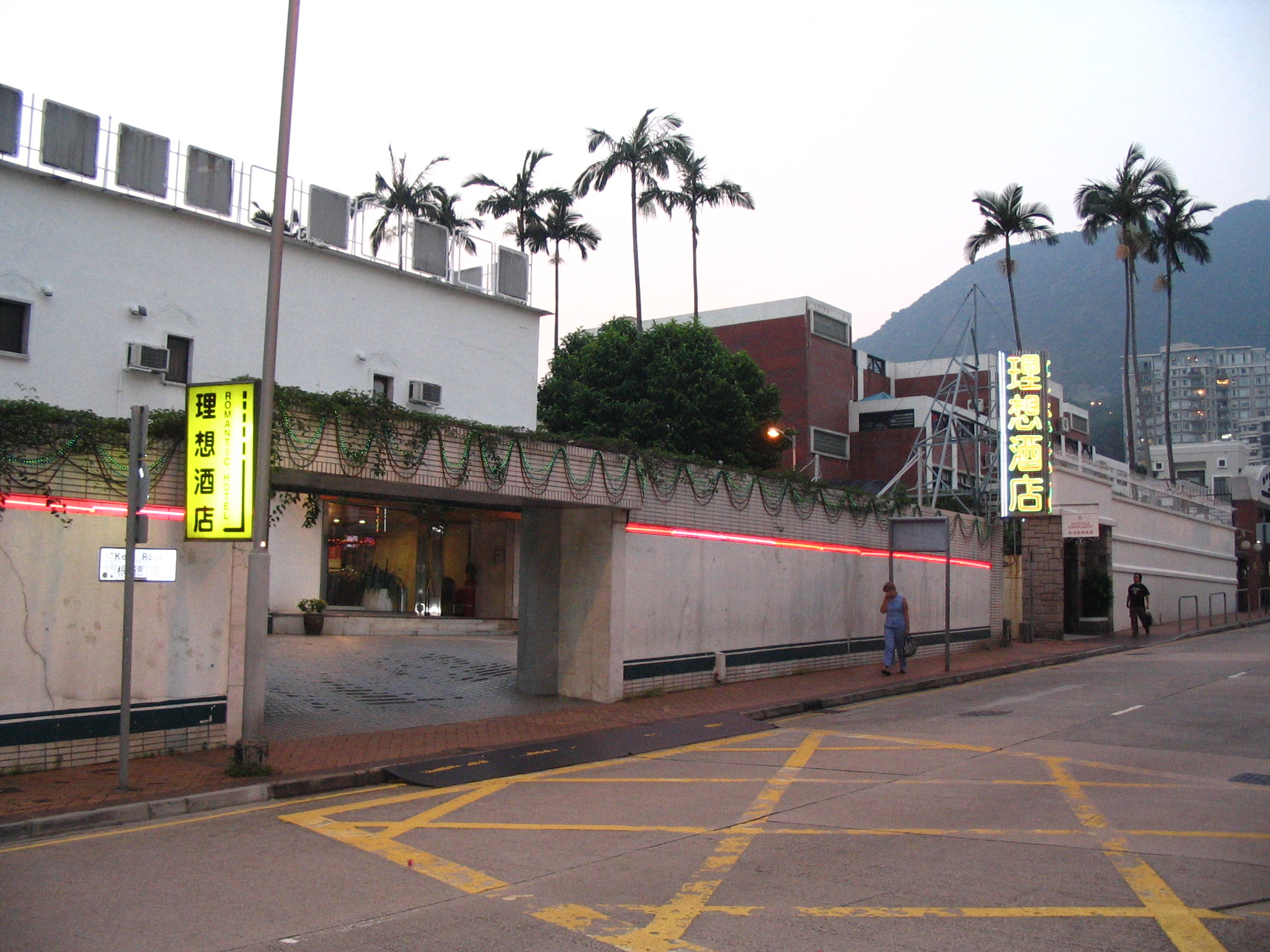
黃昏的理想酒店

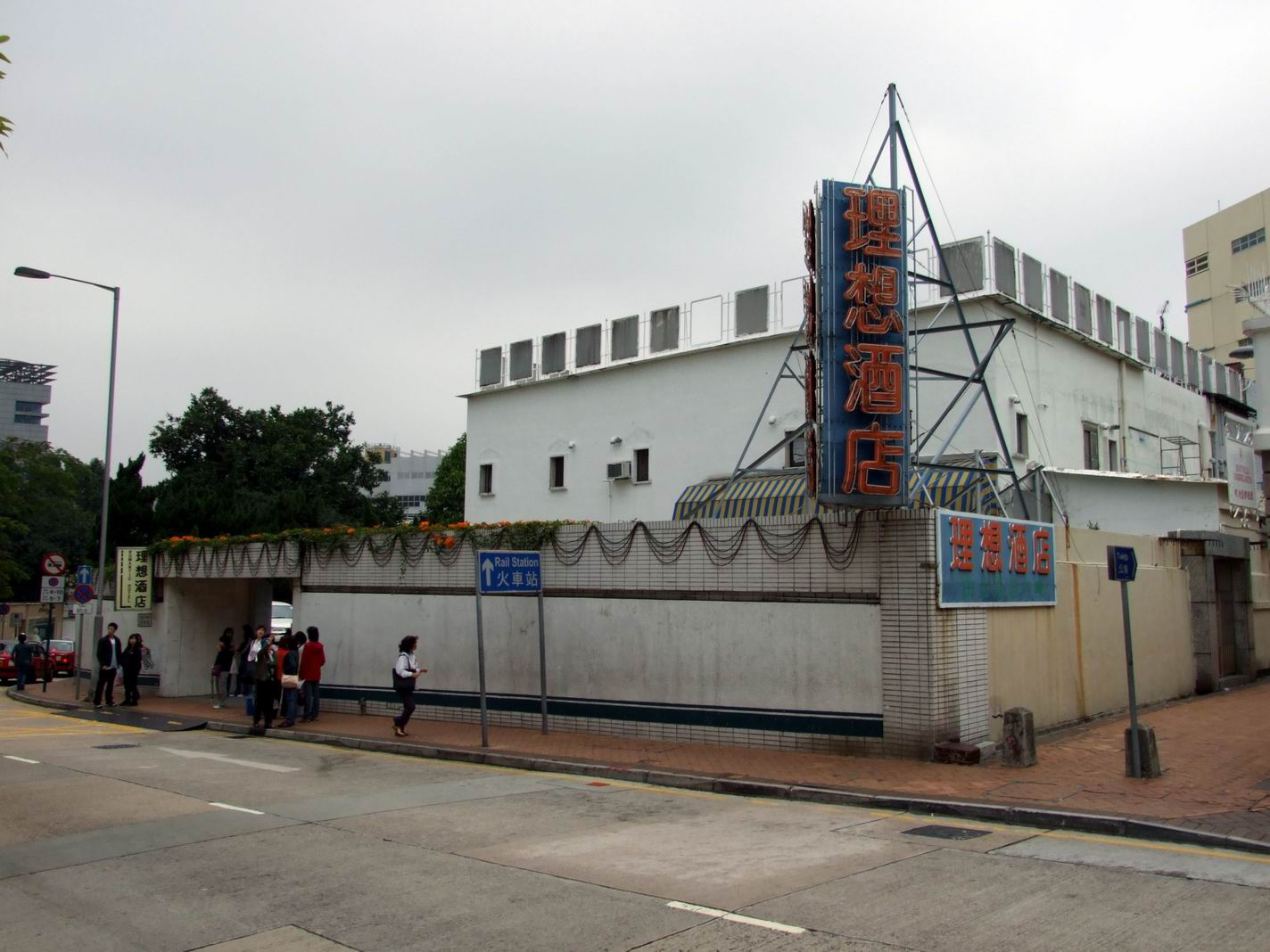
日間的理想酒店

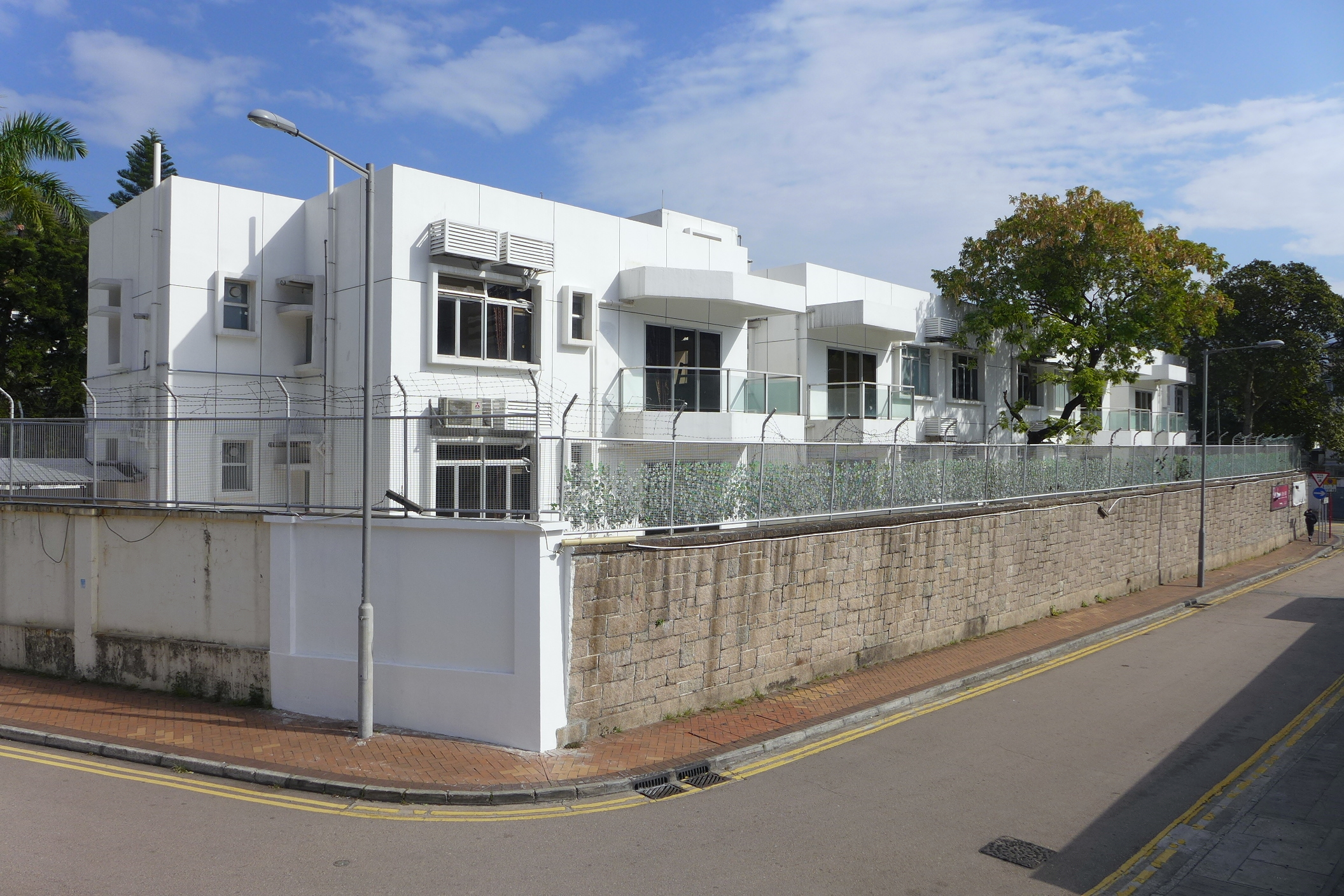
理想酒店已於2014年改為多層商住酒店Kent Mansion

理想酒店（英語：Romantic Hotel）是一所位於香港九龍塘根德道7號的一家時鐘酒店，由余彭年持有。這一家酒店之所以在香港聞名，並不是因為它的服務或環境特別優越，而是因為它地點適中，剛剛好在港鐵兩條線的鐵路站和巴士站之間，使它變成了一個約人的「理想」地點。
理想酒店在1980年代是香港很多富豪和明星的偷情勝地，因為地方寧靜而不受打擾。這亦使這家酒店變成了當時人暗指去偷情的代名詞，儘管在九龍塘其實還有不少其他類似性質的情侶酒店，而酒店只有7間房間。然而，自從鄰近的香港浸會大學擴建及香港城市大學的落成，使九龍塘變得愈來愈熱鬧，而該酒店亦成為了學生舉行「聚會活動」的地點。

## 流行文化
多部港產片及MV亦曾到理想酒店拍攝取景，如1991年張堅庭執導的《表姐你好嘢》、近年由彭浩翔執導的《大丈夫》等。
彭浩翔執導的《AV》亦有邀請日本AV女優到理想酒店拍攝的情節。

## 清拆
根據城規會紀錄，理想酒店的業主余彭年由2005年起，先後4次申請更改理想酒店的土地用途，將「住宅（丙類）」改為「綜合發展」或「其他指定用途」，以發展商務酒店，提供最多99個酒店房間，但均被城規會拒絕。去年余彭年申請將酒店改為發展幼稚園暨幼兒中心，亦遭城規會拒絕。
到2013年10月，酒店突然停業並清拆，將改建為婚宴場地My Palace。

## 鄰近
- 九龍塘站
- 九龍真光中學
- 森麻實道
- 根德道
- 又一城
- 香港城市大學
- 沙福道